# Fairfax (South Carolina)
Fairfax is een plaats (town) in de Amerikaanse staat South Carolina, en valt bestuurlijk gezien onder Allendale County.

## Demografie
Bij de volkstelling in 2000 werd het aantal inwoners vastgesteld op 3206.
In 2006 is het aantal inwoners door het United States Census Bureau geschat op 3170, een daling van 36 (-1,1%).

## Geografie
Volgens het United States Census Bureau beslaat de plaats een oppervlakte van
8,6 km², geheel bestaande uit land. Fairfax ligt op ongeveer 42 m boven zeeniveau.

## Plaatsen in de nabije omgeving
De onderstaande figuur toont nabijgelegen plaatsen in een straal van 16 km rond Fairfax.